# Октавия Младшая
Окта́вия Мла́дшая, иногда Октавия (лат. Octavia Minor; около 69 года до н. э., Рим, Римская республика — 11 году до н. э., Рим, Римская империя), — древнеримская матрона, старшая сестра первого императора Октавиана Августа. Одна из самых известных женщин в римской истории, уважаемая и почитаемая современниками за её преданность, благородство, гуманность и сохранение традиционных римских женских добродетелей.

## Семья
Октавия была первой дочерью сенатора Гая Октавия от его второй жены Атии Бальбы, дочери Марка Атия Бальба и Юлии — сестры Цезаря. Таким образом, она приходилась Цезарю внучатой племянницей. Старшей единокровной сестрой Октавии была Октавия Старшая.
Её отец умер в 59 году до н. э.. Её мать позднее вышла замуж во второй раз — за консула Луция Марция Филиппа. Большую часть своего детства Октавия провела в путешествиях вместе со своими родителями.

## Первый брак
В 55 году до н. э. отчим Октавии организовал её брак с Гаем Клавдием Марцеллом, представителем влиятельного рода Клавдиев, потомком знаменитого полководца Второй Пуннической Войны Марка Клавдия Марцелла. Гай получил консульство в 50 году до н. э.
В 54 году до н. э. Юлий Цезарь хотел расстроить брак Октавии, чтобы выдать её замуж за Помпея, потерявшего свою жену Юлию (дочь Цезаря). Но Помпей отверг это предложение, а Марцелл в результате перешёл в оппозицию Цезарю.
Когда Гай Юлий вторгся в Италию, Марцелл всё же не принял участие в войне против него и был им прощён. В 47 году до н. э. Марцелл способствовал примирению Цезаря со своим кузеном и тёзкой Гаем Клавдием Марцеллом Старшим, жившим в изгнании. Вероятно, Октавия продолжала жить со своим мужем до его смерти. Когда они поженились, ей было 15, а к моменту смерти Марцелла в 40 году до н. э. ей исполнилось 29.
В этом браке родились трое детей: Клавдия Марцелла Старшая (ок. 53 года до н. э.), Марк Клавдий Марцелл (42 год до н. э.), и Клавдия Марцелла Младшая (40 год до н. э.).

## Второй брак
Сенатским постановлением Октавия вступила в брак с Марком Антонием в октябре 40 до н. э., став его четвёртой женой. Третья жена Антония Фульвия умерла незадолго до этого. Этот брак был утверждён сенатом несмотря на то, что в это время Октавия была беременна ребёнком от первого мужа, так как брак позволял скрепить трудный альянс её брата Октавиана и Марка Антония. Данный брак помог снизить напряженность между Антонием и Октавианом. В 37 году до н. э. между ними вспыхнул конфликт, во время которого Октавия содействовала заключению мира между ними. В итоге был подписан Тарентский договор.
Между 40 до н. э. и 36 до н. э., Октавия жила с мужем в его поместье в Афинах. Она растила там своих детей от Марцелла, двух дочерей от Антония: Юлию Антонию Старшую (39 до н. э.) и Юлию Антонию Младшую (31 января 36 до н. э.), и двух старших сыновей Антония. Она также путешествовала с мужем по различным провинциям.

## Развод
Брак Октавии претерпел тяжёлое испытание, когда её второй муж оставил её и детей ради давней любовницы, царицы Египта Клеопатры, с которой он встречался в 41 до н. э. и от которой имел близнецов. Отношения с Клеопатрой Антоний возобновил в 36 году до н. э., когда отправился на Восток и стал командовать войсками в Парфии. После 36 до н. э. Октавия вернулась в Рим. В ряде случаев она выступала в качестве политического консультанта и переговорщика между братом и мужем. Изначально Марк Антоний отказался видеть Октавию. Он развелся с женой около 32 до н. э., после того как Клеопатра снабдила его деньгами и войском в 35 до н. э. для войны на востоке. После смерти Антония Октавия жила уединённо, воспитывая своих пятерых детей и детей Антония от других жён.
После расторжения брака с Антонием, его поражения и самоубийства в 30 до н. э. Октавия стала единственной опорой осиротевших детей её бывшего мужа: Юла Антония, Александра Гелиоса, Клеопатры Селены и Птолемея Филадельфия. Замужем Октавия больше не была.

## Жизнь после Антония

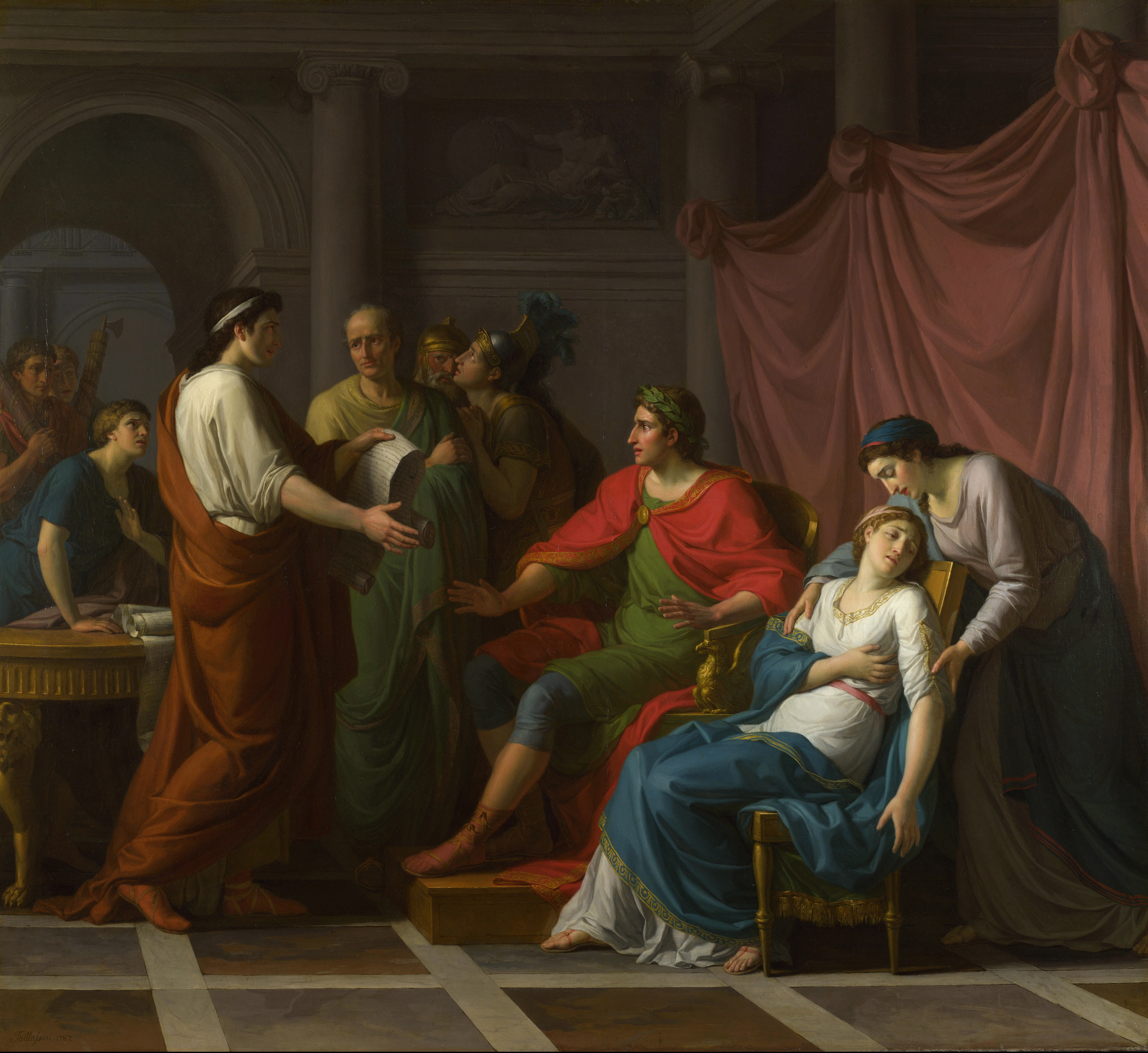
Вергилий читает Энеиду Августу и Октавии. Репродукция картины Жана-Жозефа Тайлассона, 1787 год.

Август определил её сына Марцелла своим наследником, но тот умер от болезни в 23 до н. э. Октавия на свои деньги открыла библиотеку Марцелла, в то время как её брат построил Театр Марцелла в его честь.
Элий Донат в своём жизнеописании Вергилия Архивная копия от 17 июля 2017 на Wayback Machine пишет, что Вергилий
прочитал для Августа три книги своей Энеиды (вторую, четвёртую и шестую), что происходило из-за хорошо известной его привязанности к Октавии, которая (присутствуя на декламации), как говорят, упала в обморок в месте, посвящённом её сыну, «… Вы должно быть Марцелл» [Aen. 6.884]. С трудом придя в себя, она приказала выдать Вергилию десять тысяч сестерциев за каждую из книг.
Так и не оправившись после смерти сына, Октавия удалилась от общественной жизни и провела последние годы жизни облачённая в траур.

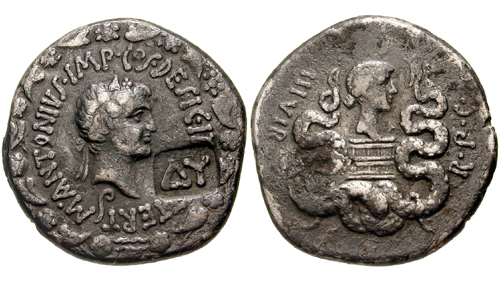
Портрет Октавии (справа) на монете, отчеканенной в Эфесе

Октавия умерла в 11 до н. э., её похороны были публичными. Её брат Октавиан Август произнёс погребальную речь и дал ей высшие посмертные почести: построил ворота Октавии и Портик Октавии в её память, провозгласил её богиней и построил её храм, но при этом отклонил множество других предложений сената.

## Октавия в искусстве
- Клеопатра / Cleopatra (США, 1912) — немой черно-белый фильм, режиссёр Чарльз Л. Гэскилл, в роли Октавии Мисс Филдинг.
- Клеопатра / Cleopatra (США, 1917) — немой черно-белый фильм, режиссёр Дж. Гордон Эдвардс, в роли Октавии Женевьева Блинн, фильм считается утерянным.
- Рим / Rome (Великобритания, США, 2005—2007) — сериал 2 сезона, роль Октавии исполняет Керри Кондон.
- Сотня / The 100 (США, 2014—2020) — сериал, 7 сезонов, в честь Октавии Младшей назван персонаж Октавии Блейк, роль исполняет Авгеропулос, Мари
- Домина / Domina (Италия,Великобритания, 2021—2023) — сериал 2 сезона, роль Октавии исполняет Клэр Форлани.

## В астрономии
В честь Октавии назван астероид (598) Октавия, открытый в 1906 году.